# BRTN Toren

VRT-Toren é uma torre na cidade de Sint-Pieters-Leeuw, na Bélgica. Construída em 1996, tem 300 metros (984 pés) de altura e, até julho de 2019, é a 42.ª torre mais alta do mundo.